# Shirley Booth

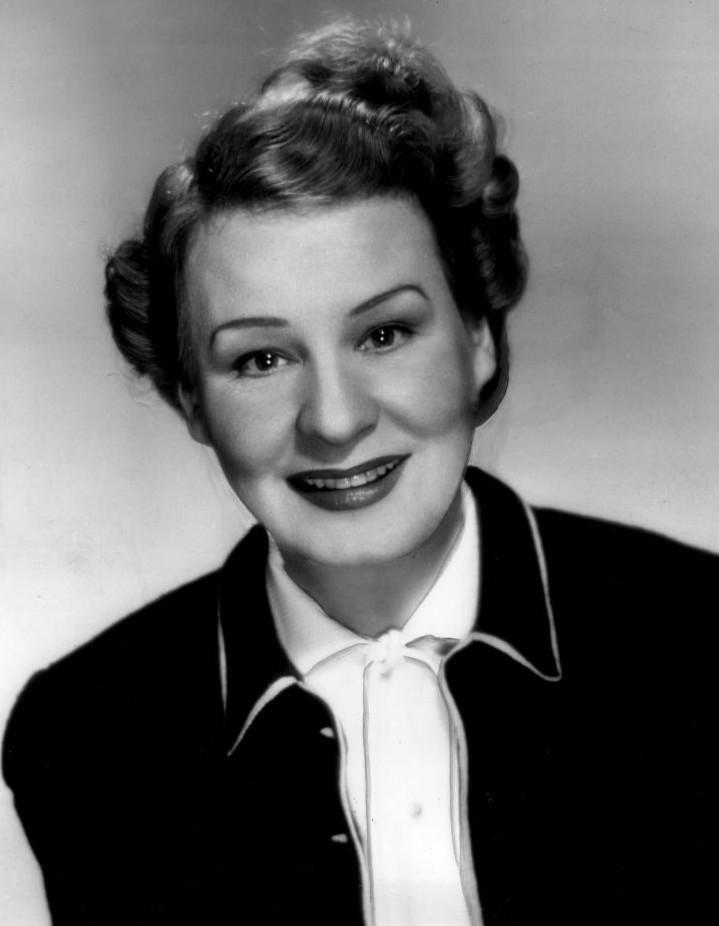
Shirley Booth (1950)

Shirley Booth, eigentlich Thelma Marjorie Ford, (* 30. August 1898 in New York City, New York; † 16. Oktober 1992 in North Chatham, Massachusetts) war eine US-amerikanische Schauspielerin und ein bedeutender Broadway-Star ihrer Zeit. Ihre bekannteste Rolle wurde die der Lola Delaney in dem Drama Kehr zurück, kleine Sheba (1952), für die sie den Oscar als Beste Hauptdarstellerin erhielt. Zuvor hatte sie bereits am Broadway für dieselbe Rolle einen ihrer insgesamt drei Tony Awards gewonnen.

## Leben
Shirley Booth war vor allem Theaterschauspielerin. Ihr Broadway-Debüt hatte sie bereits 1925 in dem Stück Hell's Bells an der Seite von Humphrey Bogart. Insgesamt spielte sie bis 1970 in zahlreichen Stücken am Broadway, dreimal gewann sie dort den wichtigsten Theaterpreis, den Tony Award (1949, 1950 und 1953). Im amerikanischen Radio war sie in den 1940er-Jahren als scharfzüngige Kassiererin in Duffy's Tavern zu hören.
Ihr Kinodebüt hatte sie erst 1952 mit dem Film Kehr zurück, kleine Sheba. Regisseur Daniel Mann brachte dieses Theaterstück von William Inge zunächst 1950 mit ihr in der Hauptrolle am Broadway zur Uraufführung und verfilmte es 1952 mit Burt Lancaster als ihrem Partner. Für diese erste Filmrolle erhielt sie 1953 einen Oscar als beste Schauspielerin und außerdem einen Golden Globe. Trotz ihres großen Filmerfolges mit Kehr zurück, kleine Sheba bevorzugte sie die Theaterarbeit und drehte im Anschluss nur noch vier weitere Filme.
In den 1960er-Jahren war sie US-Fernsehen mit der Sitcom Hazel, in der sie eine gleichnamige selbstbewusste Haushälterin verkörperte, sehr erfolgreich. Für ihre Darstellung der Hazel gewann sie 1962 und 1963 den Emmy Award, zwei weitere Male wurde sie für diesen Preis nominiert.
Shirley Booth heiratete 1929 Ed Gardner, von dem sie 1942 geschieden wurde. 1943 heiratete sie William V. Baker und war ab 1951 verwitwet.

## Filmografie
- 1949: Strawhat Cinderella (Kurzfilm)
- 1952: Kehr zurück, kleine Sheba (Come Back, Little Sheba)
- 1953: Main Street to Broadway
- 1954: About Mrs. Leslie
- 1954, 1961: The United States Steel Hour (Fernsehserie, 2 Folgen)
- 1957: Playhouse 90 (Fernsehserie, Folge 1x25)
- 1958: Hitzewelle (Hot Spell)
- 1958: Die Heiratsvermittlerin (The Matchmaker)
- 1961–1966: Hazel (Fernsehserie, 154 Folgen)
- 1966: The Glass Menagerie (Fernsehfilm)
- 1967: CBS Playhouse (Fernsehserie, Folge 1x02)
- 1968: The Smugglers (Fernsehfilm)
- 1969: Der Geist und Mrs. Muir (The Ghost & Mrs. Muir, Fernsehserie, Folge 2x08)
- 1973: A Touch of Grace (Fernsehserie, 13 Folgen)
- 1974: The Year Without a Santa Claus (Fernsehfilm, Stimme von Mrs. Santa)